# Carl Ona Embo
Carl Ona Embo, né le 6 aout 1989 à Lille, est un joueur de basket-ball professionnel français. Il mesure 1,88 m.

## Biographie
Carl Ona Embo fait ses débuts au club local du Marne-la-Vallée Basket en Seine-et-Marne avant de rejoindre le centre de formation de Cholet Basket, club de Pro A en 2004 puis le Centre fédéral en 2006.
Il fait ses débuts professionnels en Italie avec le Pallacanestro Biella (Série A) puis avec le club espagnol de CB Rosalía de Castro, en LEB (2e division).
Il refait une saison en Italie avant de revenir en France pour évoluer en Pro A pour le compte du Poitiers Basket 86 où il fait une saison complète (30 matchs joués) sous la direction de Ruddy Nelhomme, entraîneur qu'il a connu lorsqu'il était en centre de formation.
En 2011, il retourne à Cholet Basket. Ona Embo est peu utilisé à Cholet et son contrat n'est pas renouvelé.
Il rejoint l'Olympique d'Antibes pour la saison 2013-2014.
Le 5 juin 2014, il se relance à Poitiers qui évolue en Pro B.
Le 8 juin 2015, il s'engage pour deux ans avec Bourg-en-Bresse. En juillet 2016, il trouve un accord avec le club pour rompre son contrat de deux ans.
Le 30 octobre 2016, il est drafté à la 49e position (la 5e position du 3e tour) lors de la draft 2016 de la D-League par les Stars de Salt Lake City. Le 8 novembre 2016, les Stars se séparent d'Ona Embo. Toutefois, il retrouve un point de chute le 25 novembre 2016 chez les Warriors de Santa Cruz avec lesquels il dispute six rencontres avant d'être libéré le 9 décembre 2016.
Le 10 mars 2017, il rejoint Vichy-Clermont en Pro B jusqu'à la fin de la saison pour aider le club à se maintenir.
Le 3 juillet 2017, il rejoint Nantes Basket Hermine.

## Clubs
- 2007-2008 :  Pallacanestro Biella (Série A)
- 2008-2009 :  CB Rosalía de Castro (LEB)
- 2009-2010 :  Pallacanestro Biella (Série A)
- 2010-2011 :  Poitiers Basket 86 (Pro A)
- 2011-2013 :  Cholet Basket (Pro A)
- 2013-2014 :  Olympique d'Antibes (Pro A)
- 2014-2015 :  Poitiers Basket 86 (Pro B)
- 2015-2016 :  JL Bourg-en-Bresse (Pro B)
- Nov.-Déc. 2016 :  Warriors de Santa Cruz (D-League)
- Avr.-Mai. 2017 :  JA Vichy-Clermont (Pro B)
- 2017-2018 :  Hermine de Nantes (Pro B)
- 2018-2019 :  PS Karlsruhe Lions (en) (ProA)
- 2019 :  Caen Basket Calvados (Pro B)
- 2019-2020 :  Poitiers Basket 86 (Pro B)
- 2021- :  Caen Basket Calvados (Nationale 1)

## Palmarès
- 2009 : Médaillé d'argent avec l'équipe de France Espoirs à Rhodes (Grèce)
- 2016 : Vainqueur de la Leaders Cup de Pro B avec la JL Bourg Basket